# Cremastocheilus densicollis
Cremastocheilus densicollis är en skalbaggsart som beskrevs av Thomas Casey 1915. Cremastocheilus densicollis ingår i släktet Cremastocheilus och familjen Cetoniidae. Inga underarter finns listade i Catalogue of Life.